# Ben Bolt
Ben Bolt è un film muto del 1913 diretto da Howell Hansel.
Il titolo del film e alcuni nomi dei personaggi furono presi da Ben Bolt, poesia scritta da Thomas Dunn English nel 1842, divenuta nota per essere stata inserita nel romanzo Trilby di George Du Maurier.

## Trama
Innamorato di Alice Lee, la figlia di un ricco commerciante, Ben Bolt spera di sposare la ragazza ma va incontro alla collera del padre di lei quando un suo rivale riesce a farlo apparire come un ubriacone schiamazzante. Il vecchio Lee gli ordina di non farsi più vedere e Ben parte in cerca di fortuna. A Terranova, il giovanotto ritrova una nave appartenente a Lee che sembrava essere andata perduta e riparte alla volta di casa per riportarla al proprietario. Il suo rivale, nel frattempo, ha fatto infuriare anche lui il padre di Alice: Lee, che dopo la perdita della nave e del suo carico ha subito un tracollo finanziario, si offende quando lo spasimante della figlia gli offre una grossa somma di denaro per ottenerne la mano. Così, quando Ben torna con la nave, tutto sembra andare per il meglio e Alice si prepara a sposare il suo Ben che è rientrato nelle grazie di suo padre. Ma i due innamorati non hanno fatto i conti con l'altro pretendente che, sempre più geloso, prende Ben e lo lega alla macina di un mulino da cui, per fortuna, il giovane viene liberato da Rolling Stone, il matto del villaggio. Il suo rivale, allora, fugge rubando la goletta. Inseguito sull'oceano, viene alla fine catturato insieme ai suoi complici. Ben e Alice sono finalmente liberi di convolare a giuste nozze.

## Produzione
Il film fu prodotto dalla Solax Film Company. Venne girato nel Rhode Island e a New London, nel Connecticut.

## Distribuzione
Il copyright del film, richiesto dalla Solax Co., fu registrato il 28 novembre 1913 con il numero LP1728.
Distribuito dalla Solax Film Company, il film uscì nel circuito delle sale statunitensi il 28 novembre 1913. Ne venne fatta una riedizione in tre rulli distribuita dalla Box Office Attractions Company il 13 febbraio 1914.